# Verschenktes Glück
Verschenktes Glück ist ein tschechoslowakischer Märchenfilm von 1984. Der Film beruht auf einer literarischen Vorlage von Jan Werich. Regie führte Oldřich Lipský, in den Hauptrollen sind Rudolf Hrušínký, Petr Čepek und Josef Somr zu sehen. Der Film hatte am 5. April 1985 in der DDR Premiere.

## Handlung
Nachdem der Krieg zu Ende ist, ziehen die drei Veteranen Pankrác, Bimbác und Servác umher. Da sie jedoch nichts mehr besitzen, müssen sie im Wald übernachten. Dort begegnet jedem von ihnen ein Wichtel, der ihm ein Geschenk macht. Pankrác erhält einen Zylinder, der alles herbeizaubern kann, es sei denn, es handelt sich dabei um Menschen oder Geld. Bimbác wiederum bekommt eine Harfe, mit der er Menschen herbeizaubern kann, zum Beispiel Soldaten oder Arbeiter. Servác bekommt einen Geldbeutel, der niemals leer wird.
So ausgestattet beginnen sie eine Reise, um ihren Lebensabend zu genießen. Bei einer Grenzüberquerung kauft Bimbác das Bild der Prinzessin des Landes und verliebt sich sogleich in sie. Auch seine zwei Kumpane sind ihr nicht abgeneigt. Da Pankrác den Zöllner mit Zigaretten aus seinem Zylinder besticht, erfahren auch der habgierige König und die Prinzessin von den Gästen und wittern ihre Chance, an die Zaubergegenstände zu kommen.
Der König lädt die Veteranen zu einem Festessen ein, in dessen Verlauf die Gäste einen Schlaftrunk untergeschoben bekommen und ihre Zaubergegenstände verlieren. Einzig Pankrác kann seinen Zylinder retten, da er das Essen vorzeitig verlässt, weil die Prinzessin ihm keine Aufmerksamkeit schenkt. Doch bei dem Versuch, Harfe und Geldbeutel zurückzuholen, scheitert er und verliert auch seinen Hut. Zudem fallen die drei beim König in Ungnade, da dieser die Zaubergegenstände ganz für sich allein haben möchte.
Die Veteranen suchen nun bei den Wichteln Rat. Da diese ihnen erzählten, sie würden sich unter dem Rüsselbaum treffen, versuchen sie, diesen zu finden. Durch Zufall findet Servác den Baum und isst von einem der Äpfel, die darunterliegen. Dies hat jedoch zur Folge, dass seine Nase enorm in die Länge wächst. Seine Kumpane eilen ihm zur Hilfe und geben ihm eine Birne, die auch unter dem Rüsselbaum liegt.
Mithilfe einer List verkaufen sie dem König die Äpfel als „Königsäpfel“, die seine Tochter noch schöner machen sollen. Der Plan geht auf, die Nase von Prinzessin Bosana wächst enorm an und durchquert mehrere Länder. Die Veteranen geben sich nun als arabische Ärzte aus, die das Leiden heilen können. Sie geben der Prinzessin zwei von drei Birnen, zurück bleibt nur eine hässliche, große Nase. Die Prinzessin will damit jedoch nicht leben und gibt letztendlich der Forderung nach, die gestohlenen Gegenstände zurückzugeben. Danach bekommt sie auch die letzte Birne.
Die Kumpane setzen ihre Reise fort, zerstreiten sich aber über eine banale Sache. Schließlich stehen sie sich sogar mit Kriegsgerät gegenüber, worauf die Wichtel eingreifen. Mit der Begründung, dass die Veteranen die Sachen nur für sich und nicht für andere benutzt hätten, holen sie sich die Zaubergegenstände wieder zurück. Jedoch geben sie die Hoffnung nicht auf, dass die Menschen eines Tages zur Vernunft kommen. Pankrác, Bimbác und Servác finden sich mit ihrem Schicksal ab, erkennen jedoch, dass Reichtum und Macht nicht alles sind und leben glücklich weiter.

## Rezeption und Kritiken
- "Märchenfilm über die verführerischen Kräfte von Geld und Macht: Drei ehemalige Soldaten ziehen nach dem Dreißigjährigen Krieg orientierungslos durch die Lande. Als eines Nachts drei Kobolde erscheinen und ihnen unter anderem einen Zauberzylinder schenken, mit dem sie sich alles außer Geld wünschen können, könnte für die drei ein ruhiges Leben in Wohlstand beginnen; doch am Ende stehen sie mit leeren Händen da. Hintergründiges, einfallsreich inszeniertes Märchen voller Poesie, das sich in seiner Aussage eher älteren Kindern erschließen dürfte. (Westdeutscher Fernsehtitel: Die Prinzessin mit der langen Nase")" – Lexikon des internationalen Films[1]

Die Nutzer der Internetseite kinobox.cz wählten Verschenktes Glück 2017 in der Liste der beliebtesten tschechischen Märchenfilme auf Platz 6.

## Auszeichnungen
- 1985 für den International Fantasy Film Award in der Kategorie bester Film nominiert